# Gherardo Pantano
Gherardo Pantano (Oderzo, 21 gennaio 1868 – Montecatini Terme, 17 agosto 1937) è stato un generale italiano.

## Biografia
Combattente in Abissinia, prese parte come tenente dei bersaglieri nel 1896 alla battaglia di Adua, durante la quale fu catturato dagli Etiopi e liberato solo nel 1898. Ricevette una medaglia d'argento al valor militare.
Massone, fu affiliato Maestro nella Loggia "Eritrea" di Massaua il 3 maggio 1901.
Dopo anni di esplorazioni nella remota Dancalia, Pantano col grado di tenente colonnello, comandò un battaglione di àscari del Regio esercito nel 1913 durante la conquista della Libia nel corso della guerra Italo turca.
Fu poi mandato in Eritrea a completare l'assetto difensivo della colonia, e durante la prima guerra mondiale, prese parte ai combattimenti di Montecucco e della Bansizza venendo promosso per meriti di guerra nel 1917 maggior generale.
Alla fine della guerra comandò in Tripolitania, le divisioni Chieti, Pola ed Alessandria. Nel 1926 fu posto in ausiliaria col grado di generale di corpo d'armata.
Scrisse nel 1932 un'autobiografia, Ventitré anni di vita africana.

## Opere
- La battaglia di Adua e il generale Baratieri, Cappelli, 1933
- Ventitré anni di vita africana, Firenze, 1932.
- Le profezie di Cassandra. Raccolta di scritti del gen. Giulio Douhet, Genova, 1931
- Nel Benadir : la città di Merca e la regione Bimal, Livorno, 1910